# ウォール街 (映画)
『ウォール街』（Wall Street）は、1987年公開のアメリカ映画。出世願望の強い若手証券マンと、冷酷かつ貪欲な投資家による企業買収を描いた金融サスペンス。

## 概要
時代を反映した内容が話題を呼び大ヒットしたことから、アメリカでは広く知られた映画であり、経済・金融の論評や記事で引き合いに出されることも多い。作品は実際のウォール街にも大きな影響を与え、主人公である投資家、ゴードン・ゲッコーに憧れて投資銀行に入社する者や、ゴードンのファッションを真似る者などが後を絶たなかった、と監督のストーンがDVDの解説で言っている。
一方でストーンは、作中でゴードンと対立するカール・フォックスと同じく過剰な資本主義による倫理観の崩壊を嫌悪する側であり、社会にゴードン側の人間ばかり増やしてしまった事は大変遺憾だとDVDの解説で述べている。
ゴードン・ゲッコー役のマイケル・ダグラスはこの作品でアカデミー主演男優賞を受賞している。一方でダリアン・テイラー役のダリル・ハンナはゴールデンラズベリー賞の最悪助演女優賞を受賞したことから、この作品はオスカーとラジー賞の双方を受賞した唯一の作品となった。
2010年には続編『ウォール・ストリート』（Wall Street: Money Never Sleeps）が、再びマイケル・ダグラス主演で製作されている。

## ストーリー
証券会社に勤める営業マンのバドは、貧しい生活に嫌気が差し、出世を夢見ていた。ある日バドは営業のために、投資家ゴードン・ゲッコーのオフィスを訪れる。ゴードンは始めバドに興味を示さないが、バドが父の勤める航空会社"ブルースター・エアライン"の内部情報を話すと、ゴードンは興味を示し注文を取ることに成功する。
ゴードンはバドの功名心につけこみ、インサイダーを行うための情報収集を指示する。バドは友人の弁護士法人のオフィスに清掃員の監督として忍び込み、スパイ活動まで行って企業秘密をゴードンへ提供する。報酬を得てリッチになったバドは、ゴードンから紹介された美しいフランス人女性ダリアンと恋仲になり、高層マンションで同棲し栄華を極める。
バドは自分の企画として、父が勤める経営破綻寸前のブルースター社の買収をゴードンへ提案する。始めは相手にしないゴードンだが、父が同社の労働組合幹部であり、組合員を説得したうえで買収できるとバドが強気に説得すると、ゴードンは買収を決める。
バドは父を含めた3人の組合長をゴードンに引き合わせる。ゴードンが買収のメリットを説明すると2人の組合長は納得するが、バドの父だけは投資家が金儲けのためにやることだと猛反発する。バドが説得するも父は「ゴードンは信用できない」と納得せず、親子喧嘩となり物別れに終わる。
買収はうまくいくと思っていたバドは、友人の弁護士事務所を訪問した際、ブルースター社の経営再建会議に参加するよう言われる。会議でゴードンの嘘･欺瞞が判明し、バドは騙されていたことに気付く。ゴードンはブルースター社を再建する気など毛頭無く、同社を解体し航空機や設備を全て売り払い、従業員の年金積立金7500万ドルを自分の利益にする計画だった。状況を悟ったバドは落胆･憤慨し、ダリアンは家を出ていく。さらに父が病で倒れると、見舞いに訪れたバドは父に会社を救う事を告げ、ゴードンに対抗する計画を立てる。
バドは密かにゴードンのライバルである投資家、ワイルドマンのもとへ組合長たちを引き連れて訪れる。全従業員が給料20％カットに応じるのでリストラはしないことを条件に、ブルースター社の株が暴落した時にワイルドマンが買収する計画を持ちかける。航空会社を組合の同意のもと買収でき、かつゴードンを貶めることができる計画にワイルドマンは応じる。
決戦の日、バドは仕手戦を仕掛ける。バドが証券会社の同僚にブルースター社の株を買うよう指示すると、マーケットはすぐ反応し同社の株価は高騰する。ゴードンは「誰かが情報を漏らしている」と憤慨しながらも、高騰中の同社株を買い続ける。頃合を見てバドが同僚に売りの指示を出すと、売り注文が殺到し今度は株価が急落する。ワイルドマンの助言もあり同じことをもう一度行うと、取引終了間際ブルースター株は大暴落した。ワイルドマンは最安値で同社株を買い付け、それを知らないゴードンは逆に大引けの直前に持ち株を売却し大損を出す。
翌日のニュースで、ワイルドマンがブルースター社を買収したことを知るとゴードンは激怒する。一方、父の会社を救い、ゴードンにも報復できたバドは意気揚々と出社するが、社内には不穏な空気が流れている。自室に着くと、証券取引委員会のメンバーと警察が待っており、バドはインサイダー取引容疑で逮捕される。
後日、バドとゴードンは二人きりで面会する。裏切りに激怒するゴードンは、自分の指示どおり動かなかったことを叱責しバドを殴る。ゴードンが去った後、バドは近くの店に入る。そこに待機していた証券取引委員会の面々に、密かに録音していたテープを渡すと「君は正しいことをした」と告げられる。更に後日、退院した父に車で送られてバドは裁判所に向かう。

## 登場人物
ゴードン・ゲッコー（マイケル・ダグラス）
GEKKO & CO.（ゲッコー商会）の経営者であり第一級の美術品収集家である。誕生日は5月6日、推定年齢は40歳代と思われる。貧しい生活から抜け出すために人一倍の野心を持って仕事に励み、不動産投資をきっかけに大金を掴み成り上がったが、最後はインサイダー取引で逮捕される。キューバ産の葉巻きたばこを好む。実在の投資家アイヴァン・ボウスキーがモデルとされる。本作と次作で吐いた「Greed is good.（強欲は善だ）」「Money never sleeps.（金は眠らんぞ）」「君の質問には3語で十分、Buy my book（ウチは買いだ）」は名台詞として知られる（特に「強欲は―」は「アメリカ映画の名セリフベスト100」で第57位に入った）。
バド・フォックス（チャーリー・シーン）
ジャクソン・スタイナム社に勤める証券マン。ニューヨーク州立大学卒。年収は税込みで約5万ドルで、ニューヨークの高い税率（年収の4割）、家賃（年1万5千ドル）、自動車ローンなどに苦しんでいるため就職後もなお父親に頻繁に借金をしている。
ダリアン・テイラー（ダリル・ハンナ）
インテリアコーディネーターでゴードンの愛人。バドに一目惚れされ同棲を始めるが、バドがゴードン・ゲッコーに反旗を翻したため袂を分かつ。
カール・フォックス（マーティン・シーン）
バドの父親（チャーリー・シーンの実父でもあるため親子での共演である）でブルースター・エアラインの飛行機整備工。年収は4万7千ドルで労働組合活動に熱心である（アメリカは日本と異なり、産業別組合が非常な力を持つ）。物質的な豊かさを追い求める息子に対し、「金は厄介だ、生きていく分だけあればいい」と保守的な態度を取る。
ルー・マンハイム（ハル・ホルブルック）
ジャクソン・スタイナム社の証券営業部長でバドの直属の上司。良い意味でも悪い意味でも証券営業の上役をうまく演じている。モデルは監督オリバー・ストーンの父、仲買人ルイ・ストーン。
ラリー・ワイルドマン（テレンス・スタンプ）
サーの称号（ナイト位）を持つイギリス国籍の投資家。ゴードンとはライバル関係にある。ブルースター・エアラインの存続を申し出るバドに協力しゴードンに一泡吹かせる。実在のユダヤ人政治家、フランス系イギリス人の金融家ジェームズ・ゴールドスミスがモデルとされる。
ロジャー・バーンズ（ジェームズ・スペイダー）
弁護士。

## 登場企業
本項では劇中に登場する架空の企業について記載する。
ジャクソン・スタイナム
バド・フォックスの勤める中堅の証券会社。
ゲッコー・アンド・カンパニー
ゴードン・ゲッコーが経営する中堅の投資銀行。投資対象は上場株式、デリバティブ、不動産など多岐に渡る。
ブルースター・エアライン
カール・フォックスの勤める中堅の航空会社。1950年代にたった1機の飛行機から創業した。中型ジェット機80機、パイロット300人。フロリダ、カナダ、カリブ海、北米各地の主要都市に路線を持つ。負債3000万ドル、配当ゼロ。運賃値下げ競争で他社に押され業績が悪い。
アナコット製鉄
ペンシルベニア州ペリー郡にある鉄鋼会社。業績が悪い。ワイルドマンが業績建て直しのため買収を進めるというインサイダー情報をバドが掴み、ゴードンに伝える。ゴードンは大量の株を買い、株価を吊り上げる（この時「青い蹄鉄はアナコット製鉄がお好き」という符牒が使われた）。株価は前日比5ドル1/8で引ける。次の日、ワイルドマンが71.5ドルで買取公示を行う。

## キャスト
| 役名                       | 俳優                    | 日本語吹替                                                                                         | 日本語吹替                                                            | 日本語吹替 |
| 役名                       | 俳優                    | 機内上映版                                                                                         | フジテレビ版                                                          | テレビ朝日版 （吹替補完版） |
| -------------------------- | ----------------------- | -------------------------------------------------------------------------------------------------- | --------------------------------------------------------------------- | --- |
| ゴードン・ゲッコー         | マイケル・ダグラス      | 小川真司                                                                                           | 小川真司                                                              | 津嘉山正種 |
| バド・フォックス           | チャーリー・シーン      | 水島裕                                                                                             | 江原正士                                                              | 山寺宏一 |
| ダリアン・テイラー         | ダリル・ハンナ          | 幸田直子                                                                                           | 一城みゆ希                                                            | 高島雅羅 |
| カール・フォックス         | マーティン・シーン      | 山内雅人                                                                                           | 田中信夫                                                              | 富山敬 （河本邦弘） |
| リンチ                     | ジェームズ・カレン      | 大木民夫                                                                                           | 阪脩                                                                  | 阪脩 |
| マーヴィン                 | ジョン・C・マッギンリー | 鈴置洋孝                                                                                           | 小室正幸                                                              | 大塚芳忠 |
| ルー・マンハイム           | ハル・ホルブルック      | 石井敏郎                                                                                           | 石森達幸                                                              | 大木民夫 （樋浦勉） |
| ラリー・ワイルドマン       | テレンス・スタンプ      | 小林修                                                                                             | 納谷六朗                                                              | 池田勝 |
| ロジャー・バーンズ         | ジェームズ・スペイダー  | 大塚芳忠                                                                                           | 村國守平                                                              | 堀内賢雄 |
| ケイト・ゲッコー           | ショーン・ヤング        | 佐々木るん                                                                                         | 駒塚由衣                                                              | 横尾まり |
| ハロルド・ソルト           | ソウル・ルビネック      | 小島敏彦                                                                                           | 嶋俊介                                                                | 納谷六朗 （家中宏） |
| クロムウェル               | リチャード・ダイサート  | 平林尚三                                                                                           | 塚田正昭                                                              | 上田敏也 |
| ダン                       | フランクリン・カヴァー  | 加藤正之                                                                                           | 村松康雄                                                              | 村松康雄 |
| チャッキー                 | チャック・ファイファー  | 石森達幸                                                                                           | 秋元羊介                                                              | 田原アルノ |
| ドロレス                   | シルヴィア・マイルズ    | 斉藤昌                                                                                             |                                                                       | 巴菁子 |
| ナタリー                   | レスリー・ライルズ      | 沢田敏子                                                                                           | さとうあい                                                            | |
| オリー                     | ジョシュ・モステル      | 亀井三郎                                                                                           | 仲木隆司                                                              | 稲葉実 |
| ドミニク                   | ジョン・カポダイス      | 小関一                                                                                             |                                                                       | 島香裕 |
| ストーン・リヴィングストン | ポール・ギルフォイル    | 伊井篤史                                                                                           |                                                                       | |
| ダンカン・ウィルモア       | ウィリアム・G・ナイト   | 吉水慶                                                                                             | 伊井篤史                                                              | |
| トレーダーオフィスの社員   | オリヴァー・ストーン    | 加藤正之                                                                                           | 塚田正昭                                                              | 筈見純 |
| その他                     |                         | 竹口安芸子 有馬瑞香 田原アルノ 深見梨加 塚田正昭 糸博 津田英三 岡のりこ 石塚運昇 野村信次 羽村京子 | 小島敏彦 鈴鹿千春 西川幾雄 堀之紀 冬馬由美 矢野陽子 大山高男 達依久子 | 竹口安芸子 吉水慶 谷育子 松岡洋子 仲木隆司 津田英三 小林優子 嶋俊介 安永沙都子 古田信幸 小形満 稀代桜子 追加収録版キャスト 野坂尚也 |
| 日本語版制作スタッフ       |                         | |                                                                       | |
| 演出                       |                         | 小林守夫                                                                                           | 壺井正                                                                | 伊達康将 |
| 翻訳                       | 戸田奈津子（字幕）      | 井場洋子                                                                                           | 山田小枝子                                                            | 宇津木道子 |
| 調整                       |                         | | 飯塚秀保                                                              | 熊倉亨 |
| 担当                       |                         | | 山形淳二                                                              | |
| 解説                       |                         | | 高島忠夫                                                              | 淀川長治 |
| 制作                       |                         | 東北新社                                                                                           | グロービジョン                                                        | 東北新社 |
| 初回放送                   |                         | 1987年に全日空で上映 2023年1月12日 スター・チャンネル3                                             | 1991年1月19日 『ゴールデン洋画劇場』                                  | 1992年3月15日 『日曜洋画劇場』 BD収録                                                                                               |
| 正味                       |                         | 約125分                                                                                            | -                                                                     | 約92分 |

テレビ朝日版は2016年12月30日にWOWOWでカット部分を当時のオリジナルキャストで追加録音した「吹替補完版」を放送。その際、故人を中心に一部は代役が追加録音部分を担当した。

## 主な挿入曲
- 「フライ・ミー・トゥー・ザ・ムーン」（フランク・シナトラ）
- 「America is Waiting」（ブライアン・イーノ&デヴィッド・バーン）
- 「Mea Culpa」（ブライアン・イーノ&デヴィッド・バーン）
- 「デサフィナード」（スタン・ゲッツ&ジョアン・ジルベルト）
- 「コルコヴァード」（スタン・ゲッツ&ジョアン・ジルベルト）
- 「ジス・マスト・ビー・ザ・プレイス」（トーキング・ヘッズ）

## 削除された場面
劇場公開前の時点では約160分の尺があったが、劇場公開時は約120分まで削られており、本編で使われなかった場面が約40分ほどある。2007年に発売された公開20周年記念DVDとブルーレイには削除された場面が収録されている。
- テルダー製紙の株主総会で、ゲッコーが演説を行う前にテルダー製紙の会長が演説を行う部分の大半。ここでは日本企業に市場を奪われそうになる当時の日本脅威論について会長が株主に向けて話している。本編に残ったゲッコーの演説でアメリカは今や世界2番目の列強になったというセリフに繋がる。
- ダリアンはコールガールとして働いていた場面。本編に残ったバッドの父カールが俺は売春婦とは寝ないというセリフ、バッドがダリアンを部屋から追い出す場面で私の客は全てゲッコーの紹介だから関係悪化してほしくないというセリフに繋がる。
- バッドの顧客で、マジシャンのペン・ジレットが演じるディクソンという人物との場面。
- ゲッコーと妻ケイトの関係悪化の場面。この部分は終盤のブルースター航空の場面でゲッコーの機嫌が悪かった原因に繋がるが、本編から大半が削除されてしまっている。本編では秘書がゲッコーに奥様から電話がかかってきたと伝える部分だけに残っている。

## 評価
厳しい批評で知られる著名な映画批評家のロジャー・イーバートは、4つ星満点中3.5星の好評価をつけ、「映画の本当の目標は法を破るウォールストリートの犯罪者ではない。ストーン監督の目標は、利益と富とそして分配こそが他のどのような配慮よりも優れているという価値観にある」と評した。